# Ken Green (cestista)
Kenneth Green, detto Ken (Atlanta, 19 settembre 1959), è un ex cestista statunitense, professionista nella NBA.

## Carriera
Venne selezionato al secondo giro del Draft NBA 1981 (34ª scelta assoluta) dai Denver Nuggets, ma venne tagliato il 15 ottobre, prima dell'inizio della stagione.
Il 20 settembre 1985 firmò un contratto con i Portland Trail Blazers, ma venne tagliato il 3 ottobre.
Il 25 marzo 1986 firmò un contratto di 10 giorni con i New York Knicks, venendo poi confermato fino al termine della stagione. Giocò 7 partite con 4,4 punti e 3,9 rimbalzi in 10,3 minuti di media
Giocò dal 1981 al 1990 nella CBA, disputando 258 partite.

## Palmarès
- All-CBA First Team (1986)
- Miglior rimbalzista CBA (1986)